# Cantón de Sarreguemines-Campiña
El cantón de Sarreguemines-Campiña era una división administrativa francesa, que estaba situada en el departamento de Mosela y la región de Lorena.

## Composición
El cantón estaba formado por veintiuna comunas:
- Bliesbruck
- Blies-Ébersing
- Blies-Guersviller
- Frauenberg
- Grosbliederstroff
- Grundviller
- Guebenhouse
- Hambach
- Hundling
- Ippling
- Lixing-lès-Rouhling
- Loupershouse
- Neufgrange
- Rémelfing
- Rouhling
- Sarreinsming
- Wiesviller
- Wittring
- Wœlfling-lès-Sarreguemines
- Woustviller
- Zetting

## Supresión del cantón de Sarreguemines-Campiña
En aplicación del Decreto n.º 2014-183 de 18 de febrero de 2014,el cantón de Sarreguemines-Campiña fue suprimido el 22 de marzo de 2015 y sus 21 comunas pasaron a formar parte, diecisiete del nuevo cantón de Sarrebourg y cuatro del nuevo cantón de Sarralbe.